# Аугустдорф
Аугустдорф (њем. Augustdorf) општина је у њемачкој савезној држави Северна Рајна-Вестфалија. Једно је од 16 општинских средишта округа Липе. Према процјени из 2010. у општини је живјело 9.582 становника. Посједује регионалну шифру (AGS) 5766004, NUTS (DEA45) и LOCODE (DE AGT) код.

## Географски и демографски подаци
Аугустдорф се налази у савезној држави Северна Рајна-Вестфалија у округу Липе. Општина се налази на надморској висини од 179 метара. Површина општине износи 42,2 km². У самом мјесту је, према процјени из 2010. године, живјело 9.582 становника. Просјечна густина становништва износи 227 становника/km².